# 青春旋律
《青春旋律》是一部2011年首播的中国大陆都市、时尚生活剧，由中国国际电视总公司、中国少先队事业发展中心和比德文电动车集团联合出品，桑华执导，并由古巨基、蒋梦婕、诗雅、吴浩康、马苏、杨洋等人领衔主演，以一群80后大学毕业生所面临的就业问题为切入点，讲述了他们在各自创业道路上的故事。
本剧于2010年8月初在北京开机拍摄，同年9月7日杀青关机。2011年2月2日，本剧在辽宁电视台都市频道和西藏卫视黄金档全国首播（原定于2月8日在央视一套十点档的播出因故取消），2012年7月19日登陆中央电视台财经频道（CCTV-2）深夜档播出。

## 角色
- 古巨基 飾 汪雨航
- 蔣夢婕 飾 濮曉唐
- 金希澈 飾 申泰一
- 馬　蘇 飾 董芊芊
- 吳浩康 飾 廖伯晗
- 黃聖依 飾 甜　甜
- 詩　雅 飾 田　惠
- 周　覓 飾 高　達
- 杨　洋 飾 宁　浩

## 外部简介
- 《青春旋律》央視專題